# Guolou
Guolou (kinesiska: 郭楼镇, 郭楼) är en köping i Kina. Den ligger i provinsen Shandong, i den östra delen av landet, omkring 110 kilometer sydväst om provinshuvudstaden Jinan. Antalet invånare är 39780. Befolkningen består av 20 618 kvinnor och 19 162 män. Barn under 15 år utgör 18,0 %, vuxna 15-64 år 71 %, och äldre över 65 år 10,0 %.
Genomsnittlig årsnederbörd är 667 millimeter. Den regnigaste månaden är juli, med i genomsnitt 208 mm nederbörd, och den torraste är januari, med 2 mm nederbörd.